# Lotta greco-romana ai Giochi della XI Olimpiade - Pesi massimi
La competizione della categoria pesi massimi (oltre 87 kg) di lotta greco-romana dei Giochi della XI Olimpiade si è svolta dal 6 al 9 agosto al Deutschlandhalle in Berlino.

## Formato
Ad ogni incontro venivano assegnate le seguenti penalità:
- 0 = Al vincitore per schienata
- 1 = Al vincitore per decisione
- 2 = Allo sconfitto per decisione (1 giudici contro 2)
- 3 = Allo sconfitto per decisione (0 giudici contro 3)
- 3 = Allo sconfitto per schienata

Con cinque penalità o più il lottatore veniva eliminato.

## Risultati
| Legenda                                  | Legenda |
| ---------------------------------------- | ------- |
| Lottatore con 5 penalità o più Eliminato |         |

### 1 Turno
Si è disputato il 6 agosto.
| Vincitore         | Pen. | Risultato | Sconfitto         | Pen. |
| ----------------- | ---- | --------- | ----------------- | ---- |
| Josef Klapuch     | 0    | Schienato | Alberts Zvejnieks | 3    |
| Kurt Hornfischer  | 0    | Schienato | Stevan Nađ        | 3    |
| Aleardo Donati    | 1    | 2:1       | Mehmet Çoban      | 2    |
| Hjalmar Nyström   | 0    | Schienato | Peter Larsen      | 3    |
| Kristjan Palusalu | 0    | Schienato | Eduard Schöll     | 3    |
| John Nyman        | 0    | Schienato | Zoltan Kondorossy | 3    |

### 2 Turno
Si è disputato il 7 agosto.
| Vincitore         | Pen. | Risultato | Sconfitto         | Pen. |
| ----------------- | ---- | --------- | ----------------- | ---- |
| Alberts Zvejnieks | 3    | Schienato | Stevan Nađ        | 6    |
| Kurt Hornfischer  | 1    | 3:0       | Josef Klapuch     | 3    |
| Hjalmar Nyström   | 1    | 3:0       | Aleardo Donati    | 4    |
| Mehmet Çoban      | 2    | Schienato | Peter Larsen      | 6    |
| Kristjan Palusalu | 0    | Schienato | Zoltan Kondorossy | 6    |
| John Nyman        | 0    | Schienato | Eduard Schöll     | 6    |

### 3 Turno
Si è disputato il 7 agosto.
| Vincitore         | Pen. | Risultato | Sconfitto         | Pen. |
| ----------------- | ---- | --------- | ----------------- | ---- |
| Kurt Hornfischer  | 2    | 3:0       | Alberts Zvejnieks | 6    |
| Aleardo Donati    | 4    | Forfait   | Josef Klapuch     | 6    |
| Mehmet Çoban      | 2    | 2:1       | Hjalmar Nyström   | 3    |
| Kristjan Palusalu | 1    | 3:0       | John Nyman        | 3    |

### 4 Turno
Si è disputato l'8 agosto.
| Vincitore         | Pen. | Risultato | Sconfitto       | Pen. |
| ----------------- | ---- | --------- | --------------- | ---- |
| Kurt Hornfischer  | 2    | Schienato | Aleardo Donati  | 7    |
| Kristjan Palusalu | 2    | 3:0       | Mehmet Çoban    | 5    |
| John Nyman        | 3    | Schienato | Hjalmar Nyström | 6    |

### 5 Turno
Si è disputato il 9 agosto.
| Vincitore         | Pen. | Risultato | Sconfitto        | Pen. |
| ----------------- | ---- | --------- | ---------------- | ---- |
| Kristjan Palusalu | 3    | 3:0       | Kurt Hornfischer | 5    |
| John Nyman        | 3    | Esentato  |                  |      |

## Classifica finale
| Pos.    | Atleta            | Nazione        |
| ------- | ----------------- | -------------- |
| Oro     | Kristjan Palusalu | Estonia        |
| Argento | John Nyman        | Svezia         |
| Bronzo  | Kurt Hornfischer  | Germania       |
| 4       | Mehmet Çoban      | Turchia        |
| 5       | Hjalmar Nyström   | Finlandia      |
| 6       | Aleardo Donati    | Italia         |
| 7       | Alberts Zvejnieks | Lettonia       |
| 7       | Josef Klapuch     | Cecoslovacchia |
| 9       | Eduard Schöll     | Austria        |
| 9       | Peter Larsen      | Danimarca      |
| 9       | Zoltan Kondorossy | Romania        |
| 9       | Stevan Nađ        | Jugoslavia     |